# Phloeonotus planus
Phloeonotus planus är en insektsart som beskrevs av Podgornaya 1982. Phloeonotus planus ingår i släktet Phloeonotus och familjen torngräshoppor. Inga underarter finns listade i Catalogue of Life.